# Quercus runcinata
Quercus runcinata là một loài thực vật có hoa trong họ Cử. Loài này được (A.DC.) Engelm. miêu tả khoa học đầu tiên năm 1878.